# Фторид осмия(VII)
Фторид осмия(VII) — неорганическое соединение, 
соль металла осмия и плавиковой кислоты
с формулой OsF7,
голубовато-жёлтое вещество.

## Получение
- Быстрое охлаждение продуктов реакции фтора и осмия:

{\displaystyle {\mathsf {2\ Os+7F_{2}\ {\xrightarrow {500-600^{o}C,\ 350-400bar}}\ 2\ OsF_{7}}}}

## Физические свойства
Фторид осмия(VII) образует голубовато-жёлтое вещество,
чрезвычайно неустойчивое, начинает разлагаться уже при -100°С.
Хранят в сосудах из никеля при температуре жидкого азота.

## Химические свойства
- Разлагается при незначительном нагревании:

{\displaystyle {\mathsf {2\ OsF_{7}\ {\xrightarrow {-100^{o}C}}\ 2\ OsF_{6}+F_{2}}}}